# Castiglione Falletto
Castiglione Falletto é uma comuna italiana da região do Piemonte, província de Cuneo, com cerca de 632 habitantes. Estende-se por uma área de 4 km², tendo uma densidade populacional de 158 hab/km². Faz fronteira com Alba, Barolo, La Morra, Monforte d'Alba, Serralunga d'Alba.

## Demografia
| Variação demográfica do município entre 1861 e 2011                               |
|                                                                                   |
| Fonte: Istituto Nazionale di Statistica (ISTAT) - Elaboração gráfica da Wikipedia |